# Phyllosticta polygonorum
Phyllosticta polygonorum är en svampart som beskrevs av Sacc. 1878. Phyllosticta polygonorum ingår i släktet Phyllosticta och familjen Botryosphaeriaceae.   Inga underarter finns listade i Catalogue of Life.